# シティタワー札幌大通
シティタワー札幌大通（シティタワーさっぽろおおどおり）は、札幌市中央区大通東2丁目に所在する超高層マンションである。

## 概要
大手デベロッパーの住友不動産が開発・分譲した。
RC造で総戸数182戸、敷地面積は約2,990m2である。2007年9月下旬より入居開始。エレベーターホールを建物中心に配し、全戸が南向きないし西向きである。都心至近であることから設備・避難スペース以外のバルコニーを取り除き、さながらオフィスビルのような外観デザインに仕上げたため、非常に細身ですっきりした形状に見える。大通公園からも、さっぽろテレビ塔と並立する建造物として目立つようになった。
1フロア当たり4 - 5戸のうち3戸が角住戸であり、広い眺望空間が確保されている。また夜における都市景観にも配慮し、外壁にライン状のLED照明を配置した。これにより各戸の分散した生活光を整えている。この要素が高評価され、一般社団法人照明学会の平成19年照明普及賞（優秀施設賞）に選定された。
このマンションは札幌都心部及び創成川東地区における都心部高層住宅の皮切りとなり、以降周辺には分譲・賃貸ともに多くの超高層マンションが建設されている。

## 周辺施設
- 東1丁目劇場施設
- 北海道電力本社
- サッポロファクトリー
- 札幌丸井三越物流センター
- 時計台記念病院

## アクセス
- 大通・国道12号（北1条雁来通）・創成川通が至近である。
- 北海道中央バス札幌ターミナルまで徒歩4分。
- 札幌市営地下鉄東西線バスセンター前駅5番出口より徒歩2分。

## 参考資料
- シティタワー札幌大通（住友不動産）
- シティタワー札幌大通（戸田建設）
- 平成19年照明普及賞（一般社団法人照明学会）